# Aquanaut's Holiday
Aquanaut's Holiday, ou Aquanaut no Kyuujitsu au Japon, est un jeu vidéo d'aventure, publié en 1996 sur console PlayStation, développé par Artdink Corporation et édité par Sony Computer Entertainment of America.

## Système de jeu
Le joueur prend contrôle d'un océanographe de renommée mondiale, attaqué de toute part par la presse, le gouvernement, et les écologistes. Conscient des épreuves que traverse le protagoniste, son patron lui envoie de quoi recharger ses batteries. Le joueur doit partir conquérir les profondeurs de l'océan en 3D, le mettre sur la carte, parler à la vie sauvage, et créer une refuge pour le corail. Le jeu ne comprend aucune limite de temps, aucun boss à combattre, et aucun plan maléfique à déjouer.

## Accueil
Le jeu est moyennement accueilli par l'ensemble de la presse spécialisée. L'agrégateur MobyGames lui attribue une moyenne générale de 58 %, basée sur 7 critiques.